# Gran Premio de Catar de Motociclismo de 2023
El Gran Premio de Catar de 2023 (oficialmente  Qatar Airways Grand Prix of Qatar), fue la decimonovena prueba del Campeonato del Mundo de Motociclismo de 2023. Tuvo lugar en el fin de semana del 17 al 19 de noviembre de 2023 en el Circuito Internacional de Losail, situado en la ciudad de Doha, Catar.
La carrera al sprint de MotoGP fue ganada por Jorge Martín, seguido de  Fabio Di Giannantonio y Luca Marini.
La carrera de MotoGP fue ganada por Fabio Di Giannantonio, seguido de Francesco Bagnaia y Luca Marini. Fermín Aldeguer fue el ganador de la prueba de Moto2, por delante de Manuel González y Arón Canet. La carrera de Moto3 fue ganada por Jaume Masià, David Alonso fue segundo y Deniz Öncü tercero.

## Resultados

### Resultados MotoGP

#### Carrera al sprint
| Pos.    | N.º | Piloto                | Equipo                       | Constructor | Vueltas | Tiempo          | Parrilla | Puntos |
| ------- | --- | --------------------- | ---------------------------- | ----------- | ------- | --------------- | -------- | ------ |
| 1       | 89  | Jorge Martín          | Prima Pramac Racing          | Ducati      | 11      | 20:52.634       | 5        | 12     |
| 2       | 49  | Fabio Di Giannantonio | Gresini Racing MotoGP        | Ducati      | 11      | +0.391          | 2        | 9      |
| 3       | 10  | Luca Marini           | Mooney VR46 Racing Team      | Ducati      | 11      | +2.875          | 1        | 7      |
| 4       | 73  | Álex Márquez          | Gresini Racing MotoGP        | Ducati      | 11      | +3.370          | 3        | 6      |
| 5       | 1   | Francesco Bagnaia     | Ducati Lenovo Team           | Ducati      | 11      | +3.957          | 4        | 5      |
| 6       | 12  | Maverick Viñales      | Aprilia Racing               | Aprilia     | 11      | +4.239          | 8        | 4      |
| 7       | 33  | Brad Binder           | Red Bull KTM Factory Racing  | KTM         | 11      | +5.761          | 11       | 3      |
| 8       | 20  | Fabio Quartararo      | Monster Energy Yamaha MotoGP | Yamaha      | 11      | +6.454          | 14       | 2      |
| 9       | 37  | Augusto Fernández     | GasGas Factory Racing Tech3  | KTM         | 11      | +8.285          | 12       | 1      |
| 10      | 5   | Johann Zarco          | Prima Pramac Racing          | Ducati      | 11      | +8.314          | 6        |        |
| 11      | 93  | Marc Márquez          | Repsol Honda Team            | Honda       | 11      | +9.596          | 7        |        |
| 12      | 43  | Jack Miller           | Red Bull KTM Factory Racing  | KTM         | 11      | +10.173         | 16       |        |
| 13      | 72  | Marco Bezzecchi       | Mooney VR46 Racing Team      | Ducati      | 11      | +10.646         | 13       |        |
| 14      | 25  | Raúl Fernández        | CryptoData RNF MotoGP Team   | Aprilia     | 11      | +11.117         | 9        |        |
| 15      | 21  | Franco Morbidelli     | Monster Energy Yamaha MotoGP | Yamaha      | 11      | +12.163         | 18       |        |
| 16      | 44  | Pol Espargaró         | GasGas Factory Racing Tech3  | KTM         | 11      | +12.745         | 19       |        |
| 17      | 27  | Iker Lecuona          | LCR Honda Castrol            | Honda       | 11      | +19.285         | 21       |        |
| 18      | 30  | Takaaki Nakagami      | LCR Honda Idemitsu           | Honda       | 11      | +26.238         | 22       |        |
| 19      | 36  | Joan Mir              | Repsol Honda Team            | Honda       | 11      | +28.446         | 20       |        |
| 20      | 23  | Enea Bastianini       | Ducati Lenovo Team           | Ducati      | 11      | +35.553         | 15       |        |
| Ret     | 41  | Aleix Espargaró       | Aprilia Racing               | Aprilia     | 1       | Colisión damage | 10       |        |
| Ret     | 88  | Miguel Oliveira       | CryptoData RNF MotoGP Team   | Aprilia     | 0       | Colisión        | 17       |        |
| Fuente: |     |                       |                              |             |         |                 |          |        |

#### Carrera
| Pos.    | N.º | Piloto                | Equipo                       | Constructor | Vueltas | Tiempo        | Parrilla | Puntos |
| ------- | --- | --------------------- | ---------------------------- | ----------- | ------- | ------------- | -------- | ------ |
| 1       | 49  | Fabio Di Giannantonio | Gresini Racing MotoGP        | Ducati      | 22      | 41:43.654     | 2        | 25     |
| 2       | 1   | Francesco Bagnaia     | Ducati Lenovo Team           | Ducati      | 22      | +2.734        | 4        | 20     |
| 3       | 10  | Luca Marini           | Mooney VR46 Racing Team      | Ducati      | 22      | +4.408        | 1        | 16     |
| 4       | 12  | Maverick Viñales      | Aprilia Racing               | Aprilia     | 22      | +4.488        | 8        | 13     |
| 5       | 33  | Brad Binder           | Red Bull KTM Factory Racing  | KTM         | 22      | +7.246        | 10       | 11     |
| 6       | 73  | Álex Márquez          | Gresini Racing MotoGP        | Ducati      | 22      | +7.620        | 3        | 10     |
| 7       | 20  | Fabio Quartararo      | Monster Energy Yamaha MotoGP | Yamaha      | 22      | +7.828        | 13       | 9      |
| 8       | 23  | Enea Bastianini       | Ducati Lenovo Team           | Ducati      | 22      | +8.239        | 14       | 8      |
| 9       | 43  | Jack Miller           | Red Bull KTM Factory Racing  | KTM         | 22      | +11.509       | 15       | 7      |
| 10      | 89  | Jorge Martín          | Prima Pramac Racing          | Ducati      | 22      | +14.819       | 5        | 6      |
| 11      | 93  | Marc Márquez          | Repsol Honda Team            | Honda       | 22      | +14.964       | 7        | 5      |
| 12      | 5   | Johann Zarco          | Prima Pramac Racing          | Ducati      | 22      | +17.431       | 6        | 4      |
| 13      | 72  | Marco Bezzecchi       | Mooney VR46 Racing Team      | Ducati      | 22      | +17.807       | 12       | 3      |
| 14      | 36  | Joan Mir              | Repsol Honda Team            | Honda       | 22      | +18.673       | 19       | 2      |
| 15      | 37  | Augusto Fernández     | GasGas Factory Racing Tech3  | KTM         | 22      | +21.455       | 11       | 1      |
| 16      | 21  | Franco Morbidelli     | Monster Energy Yamaha MotoGP | Yamaha      | 22      | +21.474       | 17       |        |
| 17      | 25  | Raúl Fernández        | CryptoData RNF MotoGP Team   | Aprilia     | 22      | +22.142       | 9        |        |
| 18      | 44  | Pol Espargaró         | GasGas Factory Racing Tech3  | KTM         | 22      | +27.194       | 18       |        |
| 19      | 30  | Takaaki Nakagami      | LCR Honda Idemitsu           | Honda       | 22      | +27.740       | 20       |        |
| DNF     | 41  | Aleix Espargaró       | Aprilia Racing               | Aprilia     | 6       | Caída         | 16       |        |
| DNS     | 27  | Iker Lecuona          | LCR Honda Castrol            | Honda       | 0       | Fallo técnico | 21       |        |
| DNS     | 88  | Miguel Oliveira       | CryptoData RNF MotoGP Team   | Aprilia     | 0       | Lesionado     |          |        |
| Fuente: |     |                       |                              |             |         |               |          |        |

### Resultados Moto2
| Pos.    | N.º | Piloto                  | Constructor | Vueltas | Tiempo       | Parrilla | Puntos |
| ------- | --- | ----------------------- | ----------- | ------- | ------------ | -------- | ------ |
| 1       | 54  | Fermín Aldeguer         | Boscoscuro  | 18      | 35:32.117    | 4        | 25     |
| 2       | 18  | Manuel González         | Kalex       | 18      | +2.643       | 9        | 20     |
| 3       | 40  | Arón Canet              | Kalex       | 18      | +2.652       | 3        | 16     |
| 4       | 79  | Ai Ogura                | Kalex       | 18      | +4.585       | 12       | 13     |
| 5       | 96  | Jake Dixon              | Kalex       | 18      | +4.645       | 6        | 11     |
| 6       | 13  | Celestino Vietti        | Kalex       | 18      | +5.936       | 2        | 10     |
| 7       | 35  | Somkiat Chantra         | Kalex       | 18      | +6.212       | 13       | 9      |
| 8       | 37  | Pedro Acosta            | Kalex       | 18      | +6.598       | 7        | 8      |
| 9       | 21  | Alonso López            | Boscoscuro  | 18      | +7.269       | 10       | 7      |
| 10      | 14  | Tony Arbolino           | Kalex       | 18      | +11.302      | 11       | 6      |
| 11      | 16  | Joe Roberts             | Kalex       | 18      | +11.565      | 1        | 5      |
| 12      | 22  | Sam Lowes               | Kalex       | 18      | +11.663      | 5        | 4      |
| 13      | 24  | Marcos Ramírez          | Kalex       | 18      | +16.105      | 8        | 3      |
| 14      | 15  | Darryn Binder           | Kalex       | 18      | +16.306      | 20       | 2      |
| 15      | 52  | Jeremy Alcoba           | Kalex       | 18      | +19.293      | 19       | 1      |
| 16      | 71  | Dennis Foggia           | Kalex       | 18      | +19.513      | 23       |        |
| 17      | 11  | Sergio García           | Kalex       | 18      | +19.602      | 21       |        |
| 18      | 7   | Barry Baltus            | Kalex       | 18      | +19.968      | 16       |        |
| 19      | 84  | Zonta van den Goorbergh | Kalex       | 18      | +23.303      | 14       |        |
| 20      | 17  | Álex Escrig             | Forward     | 18      | +25.075      | 15       |        |
| 21      | 75  | Albert Arenas           | Kalex       | 18      | +28.571      | 22       |        |
| 22      | 64  | Bo Bendsneyder          | Kalex       | 18      | +28.636      | 25       |        |
| 23      | 28  | Izan Guevara            | Kalex       | 18      | +30.571      | 24       |        |
| 24      | 33  | Rory Skinner            | Kalex       | 18      | +32.413      | 29       |        |
| 25      | 23  | Taiga Hada              | Kalex       | 18      | +35.127      | 28       |        |
| 26      | 9   | Mattia Casadei          | Kalex       | 18      | +36.741      | 27       |        |
| Ret     | 5   | Kohta Nozane            | Kalex       | 11      | Caída        | 30       |        |
| Ret     | 3   | Lukas Tulovic           | Kalex       | 7       | Caída        | 17       |        |
| Ret     | 4   | Sean Dylan Kelly        | Forward     | 4       | Caída        | 26       |        |
| DNS     | 12  | Filip Salač             | Kalex       |         | No participó | 18       |        |
| 1.      |     |                         |             |         |              |          |        |
| Fuente: |     |                         |             |         |              |          |        |

### Resultados Moto3
| Pos.    | N.º | Piloto             | Constructor | Vueltas | Tiempo    | Parrilla | Puntos |
| ------- | --- | ------------------ | ----------- | ------- | --------- | -------- | ------ |
| 1       | 5   | Jaume Masià        | Honda       | 16      | 33:50.694 | 10       | 25     |
| 2       | 80  | David Alonso       | Gas Gas     | 16      | +0.068    | 12       | 20     |
| 3       | 53  | Deniz Öncü         | KTM         | 16      | +0.163    | 3        | 16     |
| 4       | 54  | Riccardo Rossi     | Honda       | 16      | +0.285    | 18       | 13     |
| 5       | 21  | Vicente Pérez      | KTM         | 16      | +1.553    | 11       | 11     |
| 6       | 71  | Ayumu Sasaki       | Husqvarna   | 16      | +1.566    | 4        | 10     |
| 7       | 18  | Matteo Bertelle    | Honda       | 16      | +1.725    | 8        | 9      |
| 8       | 27  | Kaito Toba         | Honda       | 16      | +1.846    | 23       | 8      |
| 9       | 96  | Daniel Holgado     | KTM         | 16      | +1.943    | 1        | 7      |
| 10      | 95  | Collin Veijer      | Husqvarna   | 16      | +2.019    | 5        | 6      |
| 11      | 55  | Romano Fenati      | Honda       | 16      | +3.634    | 6        | 5      |
| 12      | 44  | David Muñoz        | KTM         | 16      | +4.003    | 21       | 4      |
| 13      | 66  | Joel Kelso         | CFMoto      | 16      | +4.060    | 7        | 3      |
| 14      | 72  | Taiyo Furusato     | Honda       | 16      | +4.166    | 16       | 2      |
| 15      | 48  | Iván Ortolá        | KTM         | 16      | +4.228    | 9        | 1      |
| 16      | 99  | José Antonio Rueda | KTM         | 16      | +4.707    | 17       |        |
| 17      | 31  | Adrián Fernández   | Honda       | 16      | +5.139    | 13       |        |
| 18      | 82  | Stefano Nepa       | KTM         | 16      | +5.221    | 20       |        |
| 19      | 19  | Scott Ogden        | Honda       | 16      | +5.589    | 15       |        |
| 20      | 43  | Xavier Artigas     | CFMoto      | 16      | +7.934    | 14       |        |
| 21      | 6   | Ryusei Yamanaka    | Gas Gas     | 16      | +8.140    | 24       |        |
| 22      | 63  | Syarifuddin Azman  | KTM         | 16      | +22.445   | 22       |        |
| 23      | 38  | David Salvador     | KTM         | 16      | +22.622   | 26       |        |
| 24      | 20  | Lorenzo Fellon     | KTM         | 16      | +33.718   | 25       |        |
| 25      | 64  | Mario Aji          | Honda       | 16      | +34.010   | 28       |        |
| 26      | 10  | Diogo Moreira      | KTM         | 16      | +41.722   | 2        |        |
| Ret     | 7   | Filippo Farioli    | KTM         | 3       | Caída     | 27       |        |
| Ret     | 70  | Joshua Whatley     | Honda       | 0       | Caída     | 19       |        |
| Fuente: |     |                    |             |         |           |          |        |